# Iracoubo
Iracoubo és un municipi francès a la regió d'ultramar de la Guaiana Francesa. L'any 2006 tenia 1.899 habitants. Hi ha una important comunitat hmong que va emigrar de Laos durant els anys 1970.

En roig el territori comunal d'Iracoubo.

| 1962                                       | 1968 | 1975 | 1982 | 1990  | 1999  |
| ------------------------------------------ | ---- | ---- | ---- | ----- | ----- |
| ?                                          | ?    | ?    | ?    | 1.578 | 1.430 |
| Des de 1962: població sense dobles comptes |      |      |      |       |       |

| Període   | Identitat      | Partit        |
| --------- | -------------- | ------------- |
| 1995-2001 | Georges Othily | Divers gauche |
| 2001-     | Daniel Mangal  | Divers droite |